# THE 仲井戸麗市 BOOK
『THE仲井戸麗市BOOK』（ザなかいどれいちブック）は、1985年8月31日に発表された仲井戸麗市の1stアルバム。

## 収録曲
1. 別人 [5:28]
2. カビ [3:12]
3. BGM [5:52]
4. ティーンエイジャー [3:41]
5. 秘密 [3:47]
6. 打破 [3:10]
7. 早く帰りたい PART Ⅱ [5:31]
8. MY HOME [3:29]
9. 月夜のハイウェイドライブ [4:50]
10. ONE NITE BLUES [5:55]
11. さらば夏の日'64 AUG [2:32]

## カバー
カビ
- Bank Band（2004年） - ライブ『BGM 〜Bank with Gift of Music for AP BANK』でカバー。

ティーンエイジャー
- 寺岡呼人（2011年2月23日、仲井戸麗市のトリビュート・アルバム『OK!!! C'MON CHABO!!!』収録）
- 桜井和寿（2022年9月18日） - 自身が所属するユニット・ウカスカジーのライブ『MIFA Football Park 8th anniversary party』内での自身のソロコーナーにてカバー。

月夜のハイウェイドライブ
- Bank Band（2010年6月30日、アルバム『沿志奏逢3』収録）
- 桜井和寿（2011年2月23日、仲井戸のトリビュート・アルバム『OK!!! C'MON CHABO!!!』収録）